# IWGP Tag Team Championship

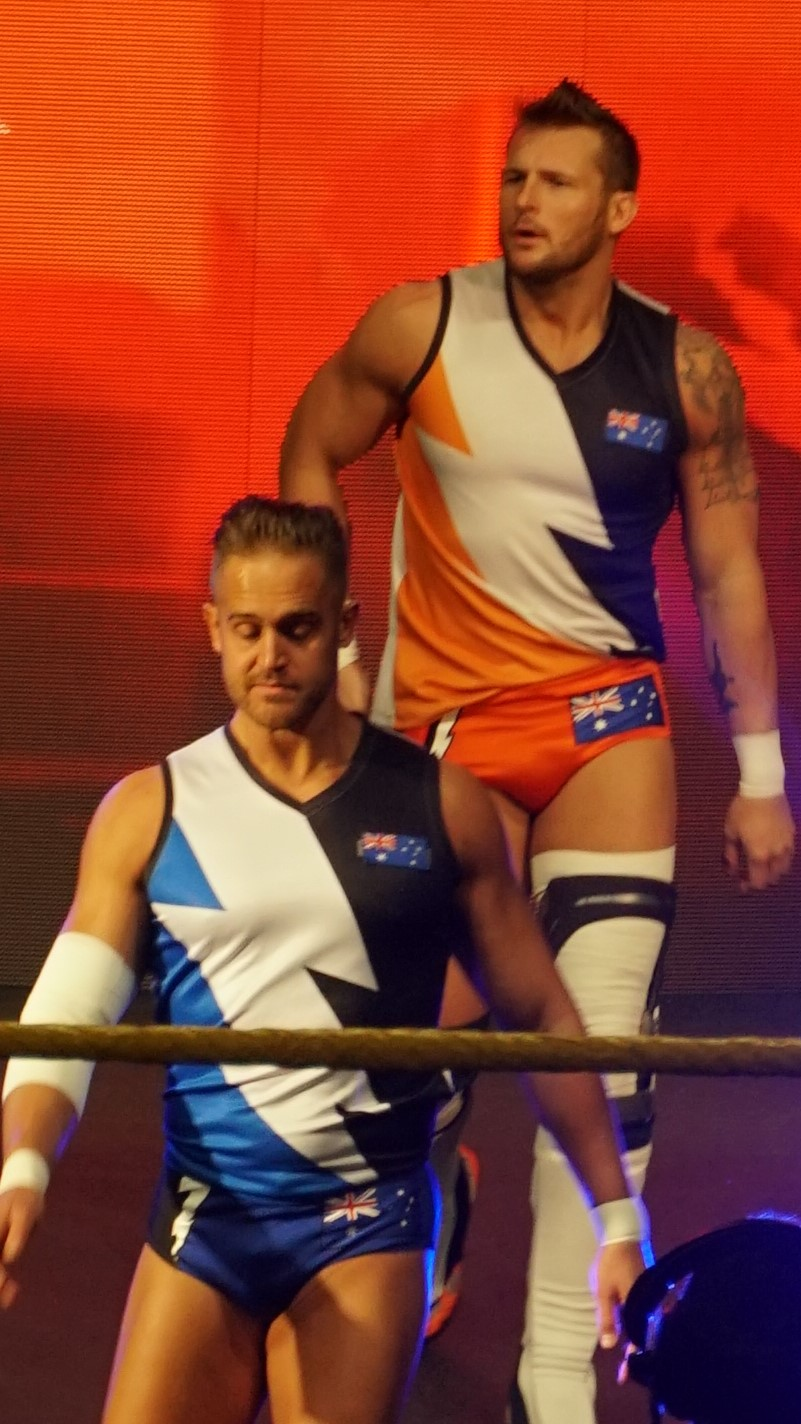
Gli attuali campioni, TMDK

L'IWGP Tag Team Championship è il titolo di tag team utilizzato nella federazione New Japan Pro-Wrestling ed è il più vecchio titolo attivo introdotto (il 12 dicembre 1985) dalla federazione. Il titolo, dal 9 giugno 2024, è detenuto da Mikey Nicholls e Shane Haste dei TMDK.

## Storia
Prima che il sistema IWGP venisse creato, la New Japan Pro-Wrestling utilizzò l'NWA North American Tag Team Championship e il WWF International Tag Team Championship, quest'ultimo con la licenza dell'allora World Wrestling Federation.
I campioni inaugurali furono Kengo Kimura e Tatsumi Fujinami, i quali sconfissero Antonio Inoki e Seiji Sakaguchi il 12 dicembre 1987 nella finale del torneo per l'assegnazione del titolo, rinominato appunto IWGP Tag Team Championship. Oltre alla federazione giapponese, il titolo poté essere difeso anche nella World Championship Wrestling nel 1990, nel Consejo Mundial de Lucha Libre nel 2005 e nella Total Nonstop Action Wrestling nel 2009.

## Albo d'oro
Statistiche aggiornate al 20 agosto 2025.
| #   | Team                                                              | Regni | Data              | Giorni | Difese | Località               | Evento                                                                                             | Note | Fonti |
| --- | ----------------------------------------------------------------- | ----- | ----------------- | ------ | ------ | ---------------------- | -------------------------------------------------------------------------------------------------- | --- | ----- |
| 1   | Kengo Kimura e Tatsumi Fujinami                                   | 1     | 12 dicembre 1985  | 236    | 5      | Sendai                 | Live event                                                                                         | Kengo Kimura e Tatsumi Fujinami sconfissero Antonio Inoki e Seiji Sakaguchi nella finale del torneo per l'assegnazione dei titoli.                                                                                                 |       |
| 2   | Akira Maeda e Osamu Kido                                          | 1     | 5 agosto 1986     | 49     | 1      | Tokyo                  | Burning Spirit in Summer                                                                           | |       |
| 3   | Kengo Kimura e Tatsumi Fujinami                                   | 2     | 23 settembre 1986 | 135    | 0      | Tokyo                  | Challenge Spirit 1986                                                                              | |       |
| —   | Vacante                                                           | —     | 5 febbraio 1987   | —      | —      | —                      | —                                                                                                  | Reso vacante dopo lo scioglimento del team di Kimura e Fujinami. |       |
| 4   | Keiji Muto e Shirō Koshinaka                                      | 1     | 20 marzo 1987     | 6      | 0      | Tokyo                  | Spring Flare Up 1987                                                                               | Keiji Muto e Shirō Koshinaka sconfissero Akira Maeda e Nobuhiko Takada nella finale del torneo per la riassegnazione dei titoli.                                                                                                   |       |
| 5   | Akira Maeda e Nobuhiko Takada                                     | 1     | 26 marzo 1987     | 159    | 2      | Osaka                  | Inoki Toukon Live II                                                                               | |       |
| 6   | Kazuo Yamazaki e Yoshiaki Fujiwara                                | 1     | 1º settembre 1987 | 139    | 2      | Fukuoka                | Sengoku Battle Series 1987                                                                         | |       |
| 7   | Kengo Kimura e Tatsumi Fujinami                                   | 3     | 18 gennaio 1988   | 144    | 3      | Takayama               | New Year Golden Series 1988                                                                        | |       |
| 8   | Masa Saito e Riki Choshu                                          | 1     | 10 giugno 1988    | 282    | 4      | Hiroshima              | IWGP Champion Series 1988                                                                          | |       |
| 9   | George Takano e Super Strong Machine                              | 1     | 19 marzo 1989     | 116    | 1      | Yokohama               | Big Fight Series                                                                                   | |       |
| 10  | Riki Choshu e Takayuki Iizuka                                     | 1     | 13 luglio 1989    | 69     | 1      | Tokyo                  | Live event                                                                                         | |       |
| 11  | Masa Saito e Shinya Hashimoto                                     | 1     | 20 settembre 1989 | 219    | 3      | Osaka                  | Bloody Fight Series 1989: Super Power Battle in Osaka                                              | |       |
| 12  | Keiji Muto e Masahiro Chono                                       | 1     | 27 aprile 1990    | 189    | 3      | Tokyo                  | Live event                                                                                         | |       |
| 13  | Hiroshi Hase e Kensuke Sasaki                                     | 1     | 1º novembre 1990  | 55     | 2      | Tokyo                  | Dream Tour 1990                                                                                    | |       |
| 14  | Hiro Saito e Super Strong Machine                                 | 1     | 26 dicembre 1990  | 70     | 2      | Hamamatsu              | King of Kings                                                                                      | |       |
| 15  | Hiroshi Hase e Kensuke Sasaki                                     | 2     | 6 marzo 1991      | 15     | 0      | Nagasaki               | Big Fight Series 1991                                                                              | |       |
| 16  | The Steiner Brothers (Rick e Scott)                               | 1     | 21 marzo 1991     | 229    | 2      | Tokyo                  | Starrcade 1991 in Tokyo Dome                                                                       | Era in palio anche il WCW World Tag Team Championship degli Steiner Brothers. |       |
| 17  | Hiroshi Hase e Keiji Muto                                         | 1     | 5 novembre 1991   | 117    | 2      | Tokyo                  | Tokyo 3Days Battle                                                                                 | Scott Norton era in sostituzione dell'infortunato Scott Steiner. |       |
| 18  | Big, Bad, and Dangerous (Big Van Vader e Crusher Bam Bam Bigelow) | 1     | 1º marzo 1992     | 117    | 2      | Yokohama               | Big Fight Series 1992: New Japan Pro Wrestling 20th Anniversary Show                               | |       |
| 19  | The Steiner Brothers                                              | 2     | 26 giugno 1992    | 149    | 3      | Tokyo                  | Masters of Wrestling                                                                               | Era in palio anche il WCW World Tag Team Championship degli Steiner Brothers. |       |
| 20  | Scott Norton e Tony Halme                                         | 1     | 22 novembre 1992  | 22     | 0      | Tokyo                  | Wrestling Scramble 1992: Battle Zone Space I                                                       | |       |
| 21  | The Hell Raisers (Hawk Warrior e Power Warrior)                   | 1     | 14 dicembre 1992  | 234    | 4      | Tokyo                  | Battle Final 1992                                                                                  | |       |
| 22  | The Jurassic Powers (Hercules Hernandez e Scott Norton)           | 1     | 5 agosto 1993     | 125    | 3      | Tokyo                  | G1 Climax 1993                                                                                     | |       |
| 23  | The Hell Raisers                                                  | 2     | 4 gennaio 1994    | 325    | 2      | Tokyo                  | Battlefield                                                                                        | |       |
| 24  | Hiroshi Hase e Keiji Muto                                         | 2     | 25 novembre 1994  | 162    | 1      | Iwate                  | Battle Final 1994                                                                                  | |       |
| —   | Vacante                                                           | —     | 6 maggio 1995     | —      | —      | —                      | —                                                                                                  | Reso vacante dopo Muto vinse l'IWGP Heavyweight Championship. |       |
| 25  | Hiroyoshi Tenzan e Masahiro Chono                                 | 1     | 10 giugno 1995    | 27     | 0      | Osaka                  | Fighting Spirit Legend                                                                             | I Cho-Ten sconfissero Junji Hirata e Shinya Hashimoto nella finale del torneo per l'assegnazione dei titoli. |       |
| —   | Vacante                                                           | —     | 7 luglio 1995     | —      | —      | —                      | —                                                                                                  | Reso vacante dopo che Chono non poté difendere il titolo a causa della morte del padre. |       |
| 26  | Junji Hirata e Shinya Hashimoto                                   | 1     | 13 luglio 1995    | 335    | 6      | Sapporo                | Best of the Super Jr. II                                                                           | Junji Hirata e Shinya Hashimoto hanno sconfitto Mike Enos e Scott Norton in un match per la riassegnazione dei titoli. |       |
| 27  | Kazuo Yamazaki e Takashi Iizuka                                   | 1     | 12 giugno 1996    | 34     | 0      | Osaka                  | Best of the Super Jr. III                                                                          | |       |
| 28  | Hiroyoshi Tenzan e Masahiro Chono                                 | 2     | 16 luglio 1996    | 172    | 2      | Sapporo                | Summer Struggle 1996                                                                               | |       |
| 29  | Kengo Kimura e Tatsumi Fujinami                                   | 4     | 4 gennaio 1997    | 98     | 3      | Tokyo                  | Wrestling World 1997                                                                               | |       |
| 30  | Kensuke Sasaki e Riki Choshu                                      | 1     | 12 aprile 1997    | 21     | 0      | Tokyo                  | Battle Formation 1997                                                                              | |       |
| 31  | The Bull Powers (Manabu Nakanishi e Satoshi Kojima)               | 1     | 5 maggio 1997     | 99     | 1      | Osaka                  | Strong Style Evolution in Osaka Dome                                                               | |       |
| 32  | Kazuo Yamazaki e Kensuke Sasaki                                   | 1     | 10 agosto 1997    | 70     | 0      | Nagoya                 | The Four Heaven in Nagoya Dome                                                                     | |       |
| 33  | Keiji Muto e Masahiro Chono                                       | 2     | 19 ottobre 1997   | 184    | 2      | Kōbe                   | nWo Typhoon 1997                                                                                   | |       |
| —   | Vacante                                                           | —     | 21 aprile 1998    | —      | —      | —                      | —                                                                                                  | Reso vacante a causa di un infortunio di Muto. |       |
| 34  | Hiroyoshi Tenzan e Masahiro Chono                                 | 3     | 5 giugno 1998     | 40     | 0      | Tokyo                  | Live event                                                                                         | I Cho-Ten sconfissero Genichiro Tenryu e Shiro Koshinaka nella finale del torneo per la riassegnazione del titolo. |       |
| 35  | Genichirō Tenryū e Shirō Koshinaka                                | 1     | 15 luglio 1998    | 173    | 2      | Sapporo                | Summer Struggle 1998                                                                               | |       |
| 36  | Hiroyoshi Tenzan e Satoshi Kojima                                 | 1     | 4 gennaio 1999    | 77     | 1      | Tokyo                  | Wrestling World 1999                                                                               | |       |
| 37  | Kensuke Sasaki e Shirō Koshinaka                                  | 1     | 22 marzo 1999     | 97     | 2      | Amagasaki              | Hyper Battle 1999                                                                                  | |       |
| 38  | Michiyoshi Ohara e Tatsutoshi Goto                                | 1     | 27 giugno 1999    | 62     | 1      | Shizuoka               | Summer Struggle 1999                                                                               | |       |
| 39  | Manabu Nakanishi e Yūji Nagata                                    | 1     | 28 agosto 1999    | 327    | 4      | Shizuoka               | Jingu Climax                                                                                       | |       |
| 40  | Hiroyoshi Tenzan e Satoshi Kojima                                 | 2     | 20 giugno 2000    | 430    | 6      | Tokyo                  | Summer Struggle 2000                                                                               | |       |
| 41  | Osamu Nishimura e Tatsumi Fujinami                                | 1     | 23 settembre 2001 | 35     | 1      | Osaka                  | G1 World 2001                                                                                      | |       |
| 42  | Keiji Muto e Taiyō Kea                                            | 1     | 28 ottobre 2001   | 97     | 0      | Fukuoka                | Survival 2001: Fighting Destination in Fukuoka                                                     | |       |
| —   | Vacante                                                           | —     | 2 febbraio 2002   | —      | —      | —                      | —                                                                                                  | Reso vacante quando Muto lasciò la NJPW. |       |
| 43  | Hiroyoshi Tenzan e Masahiro Chono                                 | 4     | 24 marzo 2002     | 446    | 7      | Hyōgo                  | Hyper Battle 2002                                                                                  | I Cho-Ten sconfissero Manabu Nakanishi e Yuji Nagata nella finale del torneo per la riassegnazione del titolo. |       |
| 44  | Hiroshi Tanahashi e Yutaka Yoshie                                 | 1     | 13 giugno 2003    | 184    | 3      | Tokyo                  | Crush                                                                                              | |       |
| 45  | Hiroyoshi Tenzan e Osamu Nishimura                                | 1     | 14 dicembre 2003  | 49     | 0      | Nagoya                 | Final Battle 2003                                                                                  | |       |
| 46  | Minoru Suzuki e Yoshihiro Takayama                                | 1     | 1º febbraio 2004  | 294    | 4      | Sapporo                | Fighting Spirit 2004                                                                               | |       |
| —   | Vacante                                                           | —     | 21 novembre 2004  | —      | —      | —                      | —                                                                                                  | Reso vacante per un infortunio di Takayama. |       |
| 47  | Hiroshi Tanahashi e Shinsuke Nakamura                             | 1     | 11 dicembre 2004  | 323    | 4      | Osaka                  | Battle Final 2004                                                                                  | Hiroshi Tanahashi e Shinsuke Nakamura sconfissero Kensuke Sasaki e Minoru Suzuki in un match per la riassegnazione del titolo. |       |
| 48  | Hiroyoshi Tenzan e Masahiro Chono                                 | 5     | 30 ottobre 2005   | 325    | 3      | Kobe                   | Toukoun Series 2005                                                                                | |       |
| —   | Vacante                                                           | —     | 20 settembre 2006 | —      | —      | —                      | —                                                                                                  | Reso vacante dal presidente della NJPW Simon Kelly Inoki dopo che Chono e Tenzan si separarono. |       |
| —   | Shiro Koshinaka e Togi Makabe                                     | I     | 2 luglio 2006     | 15     | 0      | Tokyo                  | Circuit 2006 Turbulence                                                                            | Un titolo di coppia ad interim venne creato quando i Chono e Tenzan risultarono inattivi. Shiro Koshinaka e Togi Makabe sconfissero Giant Bernand e Travis Tomko nella finale del torneo per l'assegnazione del titolo.            |       |
| 49  | Manabu Nakanishi e Takao Ōmori                                    | 1     | 28 settembre 2006 | 164    | 1      | Sapporo                | Circuit 2006 Final: Next Progress                                                                  | Manabu Nakanishi e Takao Ōmori vinsero il titolo ad interim il 17 luglio 2006 e vennero riconosciuti come campioni ufficiali il 28 settembre 2006.                                                                                 |       |
| 50  | Giant Bernard e Travis Tomko                                      | 1     | 11 marzo 2007     | 343    | 5      | Nagoya                 | New Japan Pro Wrestling 35th Anniversary Tour Circuit 2007 New Japan Evolution: New Japan Cup 2007 | |       |
| 51  | The Most Violent Players (Togi Makabe e Toru Yano)                | 1     | 17 febbraio 2008  | 322    | 4      | Tokyo                  | Circuit 2008 New Japan Ism                                                                         | |       |
| 52  | Team 3D                                                           | 1     | 4 gennaio 2009    | 198    | 4      | Tokyo                  | Wrestle Kingdom III                                                                                | |       |
| 53  | British Invasion (Brutus Magnus e Doug Williams)                  | 1     | 21 luglio 2009    | 89     | 1      | Orlando, Florida       | TNA Impact!                                                                                        | In un Tables match andato il onda il 30 luglio 2009. La NJPW non ha riconosciuto questo regno fino al 10 agosto 2009. |       |
| 54  | Team 3D                                                           | 2     | 18 ottobre 2009   | 78     | 1      | Irvine, California     | Bound for Glory                                                                                    | In un Four-Way Full Metal Mayhem Tag Team match che includeva anche Booker T e Scott Steiner e i Beer Money, Inc. In palio era anche il TNA World Tag Team Championship che venne vinto dai British Invasion.                      |       |
| 55  | No Limit (Tetsuya Naito e Yujiro Takahashi)                       | 1     | 4 gennaio 2010    | 119    | 1      | Tokyo                  | Wrestle Kingdom IV                                                                                 | In un Three-Way Hardcore match che includeva anche Giant Bernand e Karl Anderson. |       |
| 56  | Wataru Inoue e Yūji Nagata                                        | 1     | 3 maggio 2010     | 47     | 0      | Fukuoka                | Wrestling Dontaku 2010                                                                             | |       |
| 57  | Giant Bernard e Karl Anderson                                     | 1     | 19 giugno 2010    | 564    | 10     | Osaka                  | Dominion 6.19                                                                                      | In un Three-way Elimination match che includeva anche i No Limit. |       |
| 58  | Hiroyoshi Tenzan e Satoshi Kojima                                 | 3     | 4 gennaio 2012    | 120    | 2      | Tokyo                  | Wrestle Kingdom VI                                                                                 | |       |
| 59  | Takashi Iizuka e Toru Yano                                        | 1     | 3 maggio 2012     | 48     | 0      | Fukuoka                | Wrestling Dontaku 2012                                                                             | |       |
| —   | Vacante                                                           | —     | 20 giugno 2012    | —      | —      | —                      | —                                                                                                  | Reso vacante dopo che un match fra Izuka e Yano contro i Tencozy terminò in No contest. |       |
| 60  | Hiroyoshi Tenzan e Satoshi Kojima                                 | 4     | 22 luglio 2012    | 78     | 0      | Yamagata               | Kizuna Road                                                                                        | I Tencozy sconfissero i Chaos in un match per la riassegnazione del titolo. |       |
| 61  | Killer Elite Squad (Davey Boy Smith Jr. e Lance Archer)           | 1     | 8 ottobre 2012    | 207    | 5      | Tokyo                  | King of Pro-Wrestling                                                                              | |       |
| 62  | Hiroyoshi Tenzan e Satoshi Kojima                                 | 5     | 3 maggio 2013     | 190    | 2      | Fukuoka                | Wrestling Dontaku 2013                                                                             | In un Four-Way match che includeva anche i Chaos e i Muscle Orchestra (Manabu Nakanishi e Strong Man). |       |
| 63  | Killer Elite Squad (Davey Boy Smith Jr. e Lance Archer)           | 2     | 9 novembre 2013   | 56     | 0      | Osaka                  | Power Struggle                                                                                     | In un 2-fall Three-way Tornado Tag Team match che includeva anche Jax Dane e Rob Conway. |       |
| 64  | Bullet Club (Doc Gallows e Karl Anderson)                         | 1     | 4 gennaio 2014    | 365    | 6      | Tokyo                  | Wrestle Kingdom 8                                                                                  | |       |
| 65  | Hirooki Goto e Katsuyori Shibata                                  | 1     | 4 gennaio 2015    | 38     | 0      | Tokyo                  | Wrestle Kingdom 9                                                                                  | |       |
| 66  | Bullet Club (Doc Gallows e Karl Anderson)                         | 2     | 11 febbraio 2015  | 53     | 0      | Osaka                  | The New Beginning in Osaka                                                                         | |       |
| 67  | The Kingdom (Matt Taven e Michael Bennett)                        | 1     | 5 aprile 2015     | 91     | 0      | Tokyo                  | Invasion Attack 2015                                                                               | |       |
| 68  | Bullet Club (Doc Gallows e Karl Anderson)                         | 3     | 5 luglio 2015     | 183    | 1      | Osaka                  | Dominion 7.5 in Osaka-jo Hall                                                                      | |       |
| 69  | G.B.H. (Togi Makabe e Tomoaki Honma)                              | 1     | 4 gennaio 2016    | 97     | 1      | Tokyo                  | Wrestle Kingdom 10                                                                                 | |       |
| 70  | Guerrillas of Destiny (Tama Tonga e Tanga Loa)                    | 1     | 10 aprile 2016    | 70     | 1      | Tokyo                  | Invasion Attack 2016                                                                               | |       |
| 71  | The Briscoes (Jay e Mark)                                         | 1     | 19 giugno 2016    | 113    | 2      | Osaka                  | Dominion 6.19 in Osaka-jo Hall                                                                     | |       |
| 72  | Guerrillas of Destiny (Tama Tonga e Tanga Loa)                    | 2     | 10 ottobre 2016   | 86     | 1      | Tokyo                  | King of Pro-Wrestling                                                                              | |       |
| 73  | Tomohiro Ishii e Toru Yano                                        | 1     | 4 gennaio 2017    | 61     | 2      | Tokyo                  | Wrestle Kingdom 11                                                                                 | In un Three-way match che includeva anche i G.B.H. |       |
| 74  | Hiroyoshi Tenzan e Satoshi Kojima                                 | 6     | 6 marzo 2017      | 34     | 0      | Tokyo                  | Hataage Kinenbi                                                                                    | |       |
| 75  | War Machine (Hanson e Rowe)                                       | 1     | 9 aprile 2017     | 62     | 1      | Tokyo                  | Sakura Genesis 2017                                                                                | |       |
| 76  | Guerrillas of Destiny (Tama Tonga e Tanga Loa)                    | 3     | 11 giugno 2017    | 20     | 0      | Osaka                  | Dominion 6.11 in Osaka-jo Hall                                                                     | |       |
| 77  | War Machine (Hanson e Rowe)                                       | 2     | 1º luglio 2017    | 85     | 3      | Long Beach, California | G1 Special in USA                                                                                  | In un No Disqualification match. |       |
| 78  | Killer Elite Squad (Davey Boy Smith Jr. e Lance Archer)           | 3     | 24 settembre 2017 | 102    | 1      | Kobe                   | Destruction in Kobe                                                                                | In un Three-way Tornado Tag Team match che includeva anche i Guerrillas of Destiny. |       |
| 79  | Los Ingobernables de Japón (Evil e Sanada)                        | 1     | 4 gennaio 2018    | 156    | 2      | Tokyo                  | Wrestle Kingdom 12                                                                                 | |       |
| 80  | The Young Bucks                                                   | 1     | 9 giugno 2018     | 113    | 1      | Osaka                  | Dominion 6.9 in Osaka-jo Hall                                                                      | |       |
| 81  | Guerrillas of Destiny (Tama Tonga e Tanga Loa)                    | 4     | 30 settembre 2018 | 96     | 0      | Long Beach, California | Fighting Spirit Unleashed                                                                          | |       |
| 82  | Los Ingobernables de Japón (Evil e Sanada)                        | 2     | 4 gennaio 2019    | 50     | 1      | Tokyo                  | Wrestle Kingdom 13                                                                                 | In un Three-way match che includeva anche gli Young Bucks. |       |
| 83  | Guerrillas of Destiny (Tama Tonga e Tanga Loa)                    | 5     | 23 febbraio 2019  | 315    | 7      | Tokyo                  | Honor Rising: Japan 2019                                                                           | |       |
| 84  | David Finlay e Juice Robinson                                     | 1     | 4 gennaio 2020    | 28     | 0      | Tokyo                  | Wrestle Kingdom 14                                                                                 | |       |
| 85  | Guerrillas of Destiny (Tama Tonga e Tanga Loa)                    | 6     | 1º febbraio 2020  | 20     | 0      | Atlanta, Georgia       | The New Beginning in USA                                                                           | |       |
| 86  | Hiroshi Tanahashi e Kota Ibushi                                   | 1     | 21 febbraio 2020  | 142    | 0      | Tokyo                  | New Japan Road                                                                                     | |       |
| 87  | Dangerous Tekkers (Taichi e Zack Sabre Jr.)                       | 1     | 12 luglio 2020    | 176    | 2      | Osaka                  | Dominion in Osaka-jo Hall                                                                          | |       |
| 88  | Guerrillas of Destiny (Tama Tonga e Tanga Loa)                    | 7     | 4 gennaio 2021    | 169    | 2      | Tokyo                  | Wrestle Kingdom 15                                                                                 | |       |
| 89  | Dangerous Tekkers (Taichi e Zack Sabre Jr.)                       | 2     | 1º giugno 2021    | 40     | 0      | Tokyo                  | Road to Dominion                                                                                   | |       |
| 90  | Los Ingobernables de Japón (Sanada e Tetsuya Naito)               | 1     | 11 luglio 2021    | 14     | 0      | Tokyo                  | Summer Struggle in Sapporo                                                                         | |       |
| 91  | Dangerous Tekkers (Taichi e Zack Sabre Jr.)                       | 3     | 25 luglio 2021    | 163    | 1      | Tokyo                  | Wrestle Grand Slam in Tokyo Dome                                                                   | |       |
| 92  | Bishamon (Hirooki Goto e Yoshi-Hashi)                             | 1     | 4 gennaio 2022    | 95     | 1      | Tokyo                  | Wrestle Kingdom 16                                                                                 | |       |
| 93  | Great-O-Khan e Jeff Cobb                                          | 1     | 9 aprile 2022     | 22     | 0      | Tokyo                  | Hyper Battle '22                                                                                   | |       |
| 94  | General's Jewel (Bad Luck Fale e Chase Owens)                     | 1     | 1º maggio 2022    | 42     | 0      | Tokyo                  | Wrestling Dontaku 2022                                                                             | In un Three-Way match che comprendeva anche il Bishamon (Hirooki Goto e Yoshi-Hashi). |       |
| 95  | Great-O-Khan e Jeff Cobb                                          | 2     | 12 giugno 2022    | 14     | 0      | Osaka                  | Dominion 6.12 in Osaka-jo Hall                                                                     | |       |
| 96  | FTR (Cash Wheeler e Dax Harwood)                                  | 1     | 26 giugno 2022    | 192    | 2      | Chicago, Illinois      | AEW×NJPW: Forbidden Door                                                                           | In un Three-Way match che comprendeva anche Rocky Romero e Trent Beretta. Era in palio anche il ROH World Tag Team Championship degli FTR.                                                                                         |       |
| 97  | Bishamon (Hirooki Goto e Yoshi-Hashi)                             | 2     | 4 gennaio 2023    | 114    | 1      | Tokyo                  | Wrestle Kingdom 17                                                                                 | |       |
| 98  | Aussie Open (Kyle Fletcher e Mark Davis)                          | 1     | 8 aprile 2023     | 43     | 0      | Tokyo                  | Sakura Genesis                                                                                     | |       |
| —   | Vacante                                                           | —     | 21 maggio 2023    | —      | —      | —                      | —                                                                                                  | Reso vacante a causa di un infortunio di Davis. |       |
| 99  | Bishamon (Hirooki Goto e Yoshi-Hashi)                             | 3     | 4 giugno 2023     | 223    | 2      | Osaka                  | Dominion 6.4 in Osaka-jo Hall                                                                      | Goto e Hashi sconfissero gli House of Torture (Evil e Yujiro Takahashi) e gli United Empire in un Triple Threat Tag Team match per i titoli vacanti. L'incontro era anche valevole per lo Strong Openweight Tag Team Championship. |       |
| 100 | Guerrillas of Destiny (El Phantasmo e Hikuleo)                    | 1     | 4 gennaio 2024    | 38     | 0      | Tokyo                  | Wrestle Kingdom 18                                                                                 | Era in palio anche lo Strong Openweight Tag Team Championship di Phantasmo e Hikuleo. |       |
| 101 | Bullet Club (Chase Owens e Kenta)                                 | 1     | 11 febbraio 2024  | 55     | 0      | Osaka                  | The New Beginning in Osaka                                                                         | |       |
| 102 | Bishamon (Hirooki Goto e Yoshi-Hashi)                             | 4     | 6 aprile 2024     | 28     | 1      | Tokyo                  | Sakura Genesis                                                                                     | |       |
| 103 | Bullet Club (Chase Owens e Kenta)                                 | 2     | 4 maggio 2024     | 36     | 0      | Fukuoka                | Wrestling Dontaku                                                                                  | |       |
| 104 | TMDK (Mikey Nicholls e Shane Haste)                               | 1     | 9 giugno 2024     | 148    | 1      | Osaka                  | Dominion 6.9 in Osaka-jo Hall                                                                      | Era un Four Corner Survival Elimination Match che vedeva coinvolti anche i Bishamon e i Guerrillas of Destiny. Erano in palio anche gli Strong Openweight Tag Team Championship di Hikuleo e El Phantasmo.                         |       |
| 105 | Great-O-Khan e Henare                                             | 1     | 4 novembre 2024   | 35     | 0      | Osaka                  | Power Struggle                                                                                     | |       |
|     | Vacante                                                           |       | 9 dicembre 2024   |        |        |                        | | Reso vacante per un infortunio di Henare |       |
| 106 | Young Bucks                                                       | 2     | 5 gennaio 2025    | 37     | 0      | Tokyo                  | Wrestle Dynasty                                                                                    | Era un match per riassegnare il titolo vacante, che includeva anche Tetsuya Naito e Hiromu Takahashi e Great-O-Khan e Jeff Cobb |       |
| 107 | Tetsuya Naito e Hiromu Takahashi                                  | 1     | 11 febbraio 2025  | 53     | 0      | Osaka                  | The New Beginning                                                                                  | |       |
| 108 | Jeff Cobb e Callum Newman                                         | 1     | 5 aprile 2025     | 9      | 0      | Tokyo                  | Sakura Genesis                                                                                     | |       |
|     | Vacante                                                           |       | 14 aprile 2025    |        |        |                        | | Reso vacante per l'abbandono dalla NJPW di Jeff Cobb |       |
| 109 | Great-O-Khan e Callum Newman                                      | 1     | 26 aprile 2025    | 50     | 0      | Hiroshima              | Wrestling Redzone                                                                                  | Hanno sconfitto Hirooki Goto e Yoshi-Hashi in un match per la riassegnazione |       |
| 110 | Taichi e Tomohiro Ishii                                           | 1     | 15 giugno 2025    | 66     | 0      | Osaka                  | Dominion 6.15                                                                                      | |       |